# Anatoli Iwanowitsch Utkin
Anatoli Iwanowitsch Utkin (russisch Анатолий Иванович Уткин; * 4. Februar 1944 in Balakowo, Oblast Saratow, Russland; † 19. Januar 2010) war ein russischer Historiker und Politologe.
Utkin studierte Geschichte an der Lomonossow-Universität in Moskau. 1968 wurde er Wissenschaftlicher Mitarbeiter und verteidigte 1972 seine Dissertation erfolgreich.
Seit 1994 war er Professor am Institut für Weiterbildung und berufliche Entwicklung von Lehrkräften der Geistes- und Sozialwissenschaften an der Lomonossow-Universität. Seit 1997 war er amtierender Direktor des Center for International Studies Center of US and Canada Studies Institute ICS. Er hatte Gastprofessuren am Institut des Bosporus in Istanbul, École normale supérieure in Paris und der New Yorker Columbia University inne. Er arbeitete als Berater des Ausschusses für auswärtige Angelegenheiten der Staatsduma. Er war Mitglied der Russischen Akademie der Wissenschaften.
Utkin veröffentlichte circa 50 Monographien und Kapitel in Sammelbänden, 150 wissenschaftliche Artikel und weitere Werke.